# Université Toulouse-I-Capitole
La Université Toulouse-I-Capitole és una de les tres universitats de Tolosa al sud-oest de França. La universitat, el president de la qual és Hugues Kenfack. La universitat se centra en les ciències socials (dret, ciències polítiques, economia, administració, etc).

## Graduats famosos
- Shelley McNamara, arquitecta i acadèmica irlandesa